# Katinka Bjerregaard
Katinka Bjerregaard (født 1991) er en dansk sangerinde, sangskriver, komponist og forfatter, kendt fra Katinka Band.

## Karriere
Katinka Bjerregaard er forsanger og tekstforfatter i bandet Katinka Band, som i 2015 vandt DR's talentudviklingsprogram KarriereKanonen. Siden har bandet udgivet tre albums; Vi er ikke kønne nok til at danse (2017), Vokseværk (2018) og Ekstremsport (2022).
Katinka Bjerregaard har udgivet sine tekster som en digtsamling med titlen Et hus af krop'.' I 2023 udgav hun sin første roman Klump - En kærlighedshistorie.
Katinka Bjerregaard har spillet hovedrollen i teaterstykket Væbnet med vinger, der i 2016 fik debut på Bådteateret i København og siden har været på turne rundt i Danmark. Teaterstykket er skabt af Billy Joy Alexander, og Katinka Bjerregaard har komponeret musikken.
Sammen med Simon Ask, producer i bandet Katinka, har Bjerregaard skrevet og komponeret musik til forestilling Jagten på det gode menneske, der havde i 2020 premiere på BaggårdTeatret med Katinka Bjerregaard i rollen som Shen Te.
Hun medvirkede i 11 sæson af Toppen af Poppen i efteråret 2021.
I 2024 sendte DR dokumentaren Sexisme i musikbranchen, som bragte beretninger fra 13 kvinder, der skildrer en musikbranche præget af grænseoverskridende adfærd og seksuelle overgreb. Blandt de kvinder, der stod frem var Katinka Bjerregaard. Bjerregaard deler sine dybt ubehagelige oplevelser fra musikbranchen og fortæller blandt andet om en episode under optagelserne til TV 2-programmet Toppen af Poppen i 2021. Her oplevede hun, hvordan en mandlig musiker skabte en vulgær og ubehagelig stemning under deres samarbejde.

## Diskografi
Album
- Ekstremsport (2022)
- Vokseværk (2018)
- Vi er ikke kønne nok til at danse (2017)

Ep'er
- Lufthuller (2016)
- I røntgen (2014)

Singler
- "De juleløse holder jul" (2017)
- "Du tænker ikke" (2016)
- "Du rejser" (2015)

Gæsteoptræden
- "Sprog" af Benal
- "Slipper Snoren" af Magtens Korridorer
- "Søerne" af Kippenberger
- "Q-tog Over Brooklyn Bridge" af Nicolai Nørlund og Naja Marie Aidt

## Hæder
- 2017: nomineret til Årets Danske Sangskriver ved Danish Music Awards
- 2018: Carl Prisen: "Årets Komponist - pop": Katinka Bjerregaard og Simon Ask[10] for albummet 'Vi er ikke kønne nok til at danse'. Prisen uddeles af musikforlæggerne.
- 2019: Spoken Word Prisen[11]